# Коридор Квебек — Уинсор
(en:Calgary–Edmonton Corridor)
Коридо́р Квебе́к — Уи́нсор (англ. Quebec City – Windsor Corridor) — наиболее населённый и высокоразвитый регион Канады. Его название происходит от двух городов: города Квебека на востоке региона и Уинсора на западе,— расстояние между которыми составляет 1150 км. Его население превышает 18 млн человек, или 51 % населения страны, и там находятся три из четырёх крупнейших агломераций Канады (по переписи 2001 г.). По своей относительной важности для экономики страны и политической инфраструктуры он имеет много общего с Северо-восточным мегалополисом США. Впервые это название стало известным благодаря Via Rail, назвавшей свой маршрут пассажирского железнодорожного сообщения от Квебека до Уинсора «Корридор».

## География
Коридор протянут от города Квебека (Квебек) на северо-востоке до Уинсора (Онтарио) на юго-западе вдоль реки Святого Лаврентия, озёр Онтарио и Эри.
К важным городским зонам, расположенным вдоль коридора, относятся (с востока на запад): город Квебек, Леви, Труа-Ривьер, Монреаль, Корнуолл, Броквилл, Оттава, Кингстон, Белвилл, Ошава, Торонто, Миссиссога, Гамильтон, Ниагара-Фолс, Китченер-Уотерлу, Лондон, Чатем-Кент и Уинсор. Кроме того, крупные шоссе и железные дороги связывают с крупными транспортными путями города Шербрук, Лаваль, Гатино, Питерборо, Гуэлф, Брантфорд, Сент-Катаринс, Барри и Сарнию.

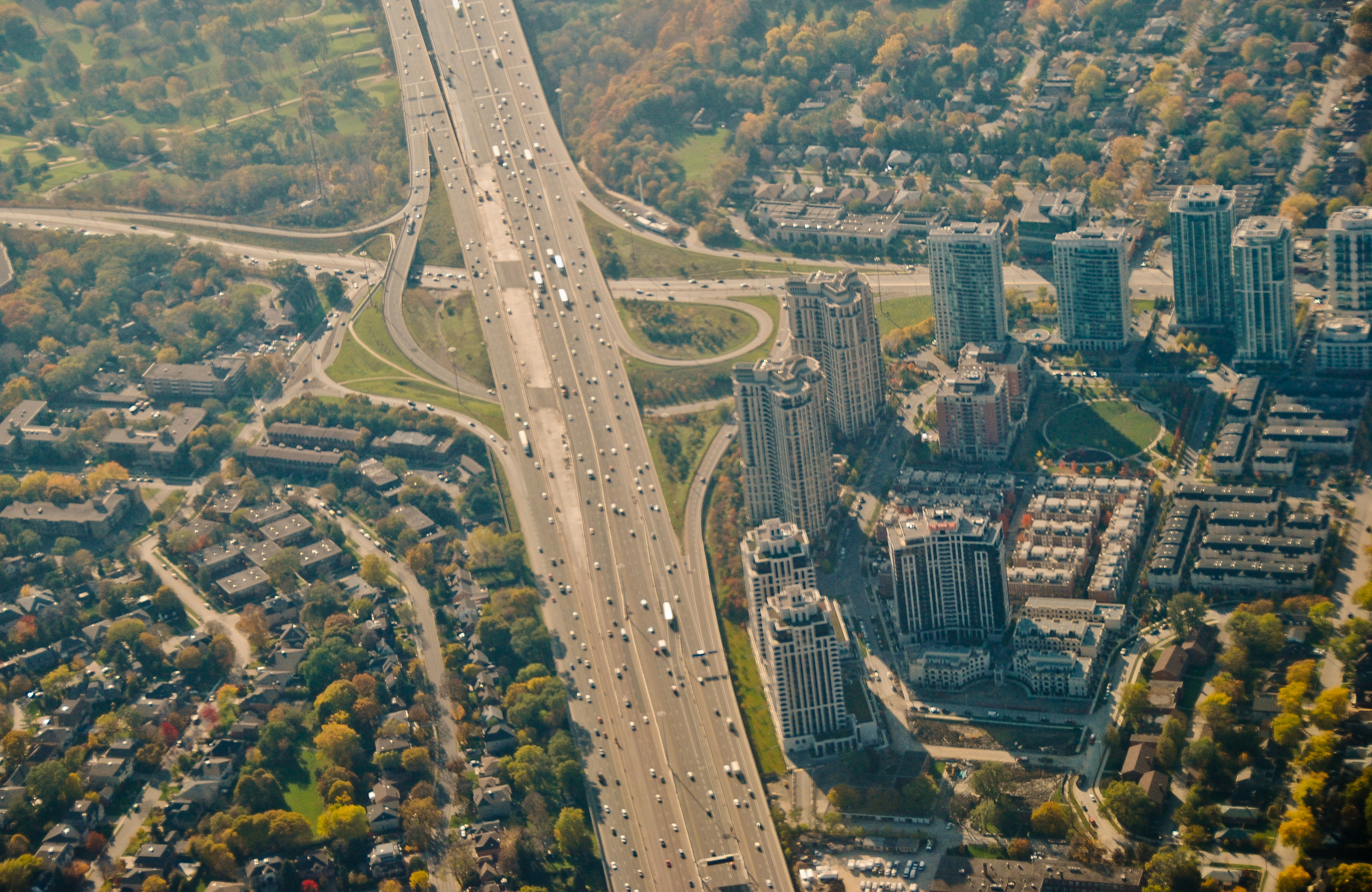
являются крупной транспортной системой Южного Онтарио. «Онтарио Хайвей 401» в районе Торонто

Города, расположенные в соседних американских регионах (например, в Западном Нью-Йорке и Юго-Восточном Мичигане) не считаются частью коридора, но имеют крепкие культурные, экономические и политические связи с городскими зонами около границы, в том числе с Голден-Хорсшу и Уинсором — Детройтом.